# Nakajima J1N
El Nakajima J1N1 Gekkou fue un avión de caza bimotor utilizado por la Armada Imperial Japonesa durante la Segunda Guerra Mundial como avión de reconocimiento, caza nocturno y para misiones kamikaze. Voló por primera vez en 1941.
Inicialmente diseñado para escoltar a los bombarderos como caza de largo alcance capaz de enfrentarse a cazas monomotor, el Gekko resultó ser demasiado pesado y se utilizó, en primer lugar, como avión de reconocimiento para luego pasar a ser un caza nocturno. Este bimotor era ágil y rápido, ideal para los ataques frontales, pudiendo destruir rápidamente a los objetivos carentes de blindaje considerable gracias a sus cañones de 20 mm montados en el morro.

## Especificaciones (J1N1-S)

### Características generales
- Tripulación: 2
- Longitud: 12,77 m
- Envergadura: 16,98 m
- Altura: 4,56 m
- Superficie alar: 40 m²
- Peso vacío: 4.840 kg
- Peso cargado: 7.010 kg
- Peso máximo al despegue: 8.184 kg
- Planta motriz: 2× motor radial Nakajima Sakae.
  - Potencia: 843 kW (1130 HP; 1146 CV) cada uno.
- Hélices: 1× tripala por motor.

### Rendimiento
- Velocidad máxima operativa (Vno): 507 km/h (315 MPH; 274 kt)
- Alcance: 3778 km (2040 nmi; 2348 mi)
- Techo de vuelo: 9320 m (30 577 ft)
- Régimen de ascenso: 8,7 m/s (1713 ft/min)
- Carga alar: 175 kg/m²
- Potencia/peso: 0,24 kW/kg

### Armamento
- Cañones: 4× Tipo 99 de 20 mm

### Aeronaves similares
- Luftwaffe Messerschmitt Bf 110
- Luftwaffe Messerschmitt Me 210
- Luftwaffe Heinkel He 219
- Bristol Beaufighter
- Northrop P-61 Black Widow